# Yes (альбом Morphine)
Yes — третій студійний альбом гурту Morphine, який вийшов у світ в березні 1995. Це був їхній перший альбом, що потрапив до Billboard Top 200.

## Список композицій
Всі пісні написані Марком Сендманом.
1. «Honey White» — 3:06
2. «Scratch» — 3:13
3. «Radar» — 3:28
4. «Whisper» — 3:28
5. «Yes» — 2:00
6. «All Your Way» — 3:04
7. «Super Sex» — 3:53
8. «I Had My Chance» — 3:05
9. «The Jury» (Sandman, Swart) — 2:07
10. «Sharks» — 2:22
11. «Free Love» — 4:14
12. «Gone for Good» — 2:52

## Чарти

### Щотижневі чарти
| Чарт (1995)                                          | Найвища позиція |
| ---------------------------------------------------- | --------------- |
| Australian Albums (ARIA)                             | 73              |
| Бельгія Belgian Albums (Ultratop Flanders)           | 16              |
| Бельгія Belgian Albums (Ultratop Wallonia)           | 17              |
| Нова Зеландія New Zealand Albums (Recorded Music NZ) | 40              |
| Норвегія Norwegian Albums (VG-lista)                 | 38              |
| США Billboard 200                                    | 101             |

### Чарти на кінець року
| Чарт (1995)                        | Позиція |
| ---------------------------------- | ------- |
| Belgian Albums (Ultratop Flanders) | 77      |